# Menturus
Menturus is een bestuurslaag in het regentschap Jombang van de provincie Oost-Java, Indonesië. Menturus telt 2168 inwoners (volkstelling 2010).